# Karim Ben El Ghali
Karim Ben El Ghali (Rothenburg ob der Tauber, 17 ottobre 2000) è un giocatore di football americano tedesco, che gioca come cornerback per i Munich Ravens.
Dopo aver giocato per le squadre giovanili dei Franken Knights e per le giovanili e la prima squadra degli Schwäbisch Hall Unicorns, nel 2022 si trasferisce in ELF, prima ai Frankfurt Galaxy e poi ai Munich Ravens. Dalla stagione 2025 torna a vestire i colori dei Galaxy.

## Palmarès
- 1 CEFL Bowl (Schwäbisch Hall Unicorns, 2021)